# آیتاک‌تاماک
آیتاک‌تاماک (انگلیسی: Aytaktamak) یک شهرک در شهرستان تویمازینسکی استان باشقیرستان کشور روسیه است.